# Bierzwienna Krótka
Bierzwienna Krótka is een plaats in het Poolse district  Kolski, woiwodschap Groot-Polen. De plaats maakt deel uit van de gemeente Kłodawa en telt 280 inwoners.